# Zvezdana nukleosinteza
Zvezdana nukleosinteza je stvaranje (nukleosinteza) hemijskih elemenata putem reakcija nuklearne fuzije unutar zvezda. Zvezdana nukleosinteza se odvija od početnog stvaranja vodonika, helijuma i litijuma tokom Velikog praska. Kao prediktivna teorija ona daje precizne procene opaženih zastupljenosti elemenata. Ona objašnjava zašto se uočena obilnost elemenata tokom vremena menja i zašto su neki elementi i njihovi izotopi mnogo obilniji od drugih. Ovu teoriju je u početku predložio Fred Hojl 1946. godine, i kasnije ju je razvio 1954. godine. Dalji napreci su postignuti, posebno u nukleosintezi putem hvatanja neutrona elemenatima težim od gvožđa, zaslugom Margaret Berbidž, Džefrija Berbidž, Vilijama Faulera i Hojla u njihovom čuvenom radu iz 1957. godine , koji je postao jedan od najčitanijih radova u istoriji astrofizike.
Zvezde evoluiraju zbog promena u njihovom sastavu (zastupljenosti sastavnih elemenata) tokom njihovog životnog veka, prvo sagorevanjem vodonika (glavna sekvenca zvezda), zatim helijuma (crvena džinovska zvezda) i progresivno sagorevanjem viših elemenata. Međutim, to samo po sebi značajno ne menja zastupljenost elemenata u svemiru, jer se elementi nalaze u zvezdi. Kasnije tokom svog života, zvezda niske mase će polako odbacivati svoju atmosferu zvezdanim vetrom, formirajući planetarnu maglinu, dok će zvezda viće mase izbaciti masu putem iznenadnog katastrofalnog događaja zvanog supernova. Izraz nukleosinteza supernove koristi se za opisivanje stvaranja elemenata tokom eksplozije masivne zvezde ili belog patuljka.
Napredna sekvenca sagorevanja goriva pokreće se gravitacionim kolapsom i asociranim zagrevanjem, što rezultira u naknadnom sagorevanju ugljenika, kiseonika i silicijuma. Međutim, najveći deo nukleosinteze u rasponu masa A = 28–56 (od silicijuma do nikla) zapravo je uzrokovan padom gornjih slojeva zvezde u jezgro, stvarajući kompresioni udarni talas koji se odbija nazad. Front šoka nakratko podiže temperaturu za otprilike 50%, uzrokujući intenzivno sagorevanje u trajanju od oko jedne sekunde. Ovo konačno sagorevanje u masivnim zvezdama, koje se naziva eksplozivna nukleosinteza ili nukleosinteza supernove, završna je epoha zvezdane nukleosinteze.
Podsticaj razvoju teorije nukleosinteze bilo je otkriće varijacija u obilju elemenata koji se nalaze u univerzumu. Potreba za fizičkim opisom bila je već inspirisana relativnim obiljem izotopa hemijskih elemenata u Sunčevom sistemu. Te zastupljenosti prikazane na grafu kao funkcija atomskog broja elementa, imaju nazubljeni testerasti oblik koji varira sa faktorima od desetina miliona (pogledajte istoriju nukleosintezne teorije). Ovo sugeriše prirodni proces koji nije slučajan. Drugi podsticaj za razumevanje procesa zvezdane nukleosinteze dogodio se tokom 20. veka, kada je shvaćeno da energija oslobođena reakcijama nuklearne fuzije omogućava dugovečnost Sunca kao izvora toplote i svetlosti.

## Istorija
Godine 1920, Artur Edington je na bazi preciznih merenja atomske mase koja je izvršio FV Aston i preliminarnog predloga Žana Perena, predložio da zvezde dobiju svoju energiju od nuklearne fuzije vodonika pri čemu se formira helijum, pretpostavio je da i teži elementi nastaju u zvezdama. Ovo je bio preliminarni korak ka ideji zvezdane nukleosinteze. Georgij Gamov je 1928. godine izveo ono što se danas naziva Gamov faktor, kvantno-mehaničku formulu koja je davala verovatnoću da se dva jezgra dovedu dovoljno blizu da jaka nuklearna sila prevaziđe Kulonovu barijeru. Gamov faktor su koristili tokom sledeće decenije Atkinson i Houtermans, a kasnije i sam Gamov i Edvard Teler da dobiju brzinu kojom će se nuklearne reakcije odvijati na visokim temperaturama za koje se veruje da postoje u unutrašnjosti zvezda.
Godine 1939, u radu pod nazivom „Proizvodnja energije u zvezdama”, Hans Bete je analizirao različite mogućnosti reakcija pomoću kojih se vodonik pretvara u helijum. On je definisao dva procesa za koja je smatrao da su izvor energije u zvezdama. Prvi, lančana reakcija proton-proton, je dominantan izvor energije u zvezdama sa masama do oko mase Sunca. Drugi proces, ciklus ugljenik-azot-kiseonik, koji je tako]e razmatrao Karl Vajczeker 1938. godine, važniji je u masivnijim zvezdama glavne sekvence. Ovi radovi odnosili su se na generisanje dovoljne energije da se održava toplota zvezda. Jasan fizički opis proton-proton lanca i CNO ciklusa pojavljuje se u udžbeniku iz 1968. Međutim, Beteova dva rada nisu se bavila stvaranjem težih jezgara. Tu teoriju je pokrenuo Fred Hojl 1946. godine svojim argumentom da će se kolekcija veoma vrućih jezgara termodinamički sastaviti u gvožđe. Hojl je to propratio 1954. godine, publikacijom sa opisom naprednih stupnjeva fuzije unutar masivnih zvezda pri čemu dolazi do sinteze elemenata od ugljenika do gvožđa.
Hojlova teorija proširena je i na druge procese, počevši sa objavljivanja pregleda Berbidž, Berbidž, Faulera i Hojla 1957. godine (koji se obično naziva  publikacijom). Ovaj pregled je prikupio i rafinirao ranija istraživanja ekstenzivno citirane slike za koju se smatralo da može da objasni postojeće relativno obilje elemenata; međutim ona sama nije uvećala Hojlovu sliku iz 1954. godine o poreklu primarnih jezgara u meri u kojoj se pretpostavljalo, osim u pogledu razumevanja nukleosinteze elemenata težih od gvožđa pomoću zarobljavanja neutrona. Značajna poboljšanja su postigli Alister Kameron i Donald Klejton. Kameron je predstavio svoj nezavisni pristup (uglavnom sledeći Hojlov pristup) nukleosinteze. On je uveo upotrebu računare u vremenski zavisne proračune evolucije nuklearnih sistema. Klejton je izračunao prve vremenski zavisne modele S-procesa i R-procesa, kao i sagorevanja silicijuma u izobilnim jezgrama alfa-čestica i elemenata grupe gvožđa, i otkrio je radiogene hronologije za utvrđivanje starosti elemenata. Čitavo polje istraživanja brzo se proširilo tokom 1970-ih.

## Ključne reakcije
Najvažnije reakcije u zvezdanoj nukleosintezi:
- Fuzija vodonika:
  - Fuzija deuterijuma
  - Lanac proton-proton
  - Ciklus ugljenik-azot-kiseonik
- Fuzija helijuma:
  - Trostruki alfa proces
  - Alfa proces
- Fuzija težih elemenata:
  - Sagorevanje litijuma: proces koji se najčešće nalazi kod smeđih patuljaka
  - Proces sagorevanja ugljenika
  - Proces sagorevanja neona
  - Proces sagorevanja kiseonika
  - Proces sagorevanja silicijuma
- Proizvodnja elemenata težih od gvožđa:
  - Hvatanje neutrona:
    - r-proces
    - s-proces

  - Hvatanje protona:
    - rp-proces
    - p-proces

  - Fotodezintegracija

### Fuzija vodonika
Fuzija vodonika (nuklearna fuzija četiri protona da bi se formiralo jezgro helijuma-4) je dominantni proces koji generiše energiju u jezgru zvezda glavne sekvence. Takođe se naziva „sagorevanjem vodonika”, što ne treba mešati sa hemijskim sagorevanjem vodonika u oksidacionoj atmosferi. Postoje dva preovlađujuća procesa u kojima se dešava fuzija zvezdanog vodonika: proton–proton chainproton-protonski lanac i ciklus ugljenik-azot-kiseonik (CNO). Devedeset procenata svih zvezda, sa izuzetkom belih patuljaka, spaja vodonik pomoću ova dva procesa.‍:245
U jezgrima zvezda glavne sekvence manje mase, kao što je Sunce, dominantan proces proizvodnje energije je lančana reakcija proton-proton. Ovo stvara jezgro helijuma-4 nizom reakcija koje počinju fuzijom dva protona da bi se formiralo jezgro deuterijuma (jedan proton plus jedan neutron) zajedno sa izbačenim pozitronom i neutrinom. U svakom potpunom ciklusu fuzije, proton-protonska lančana reakcija oslobađa oko 26,2 MeV. Ciklus lančane reakcije proton-proton je relativno neosetljiv na temperaturu; porast temperature od 10% povećao bi proizvodnju energije ovom metodom za 46%, te se ovaj proces fuzije vodonika može odvijati u do trećine poluprečnika zvezde i zauzeti polovinu mase zvezde. Za zvezde veće od 35% mase Sunca, energetski tok prema površini je dovoljno nizak i prenos energije iz oblasti jezgra ostaje radijativni prenos toplote, a ne konvektivni prenos toplote. Kao rezultat, postoji malo mešanja svežeg vodonika u jezgru ili fuzionih proizvoda izvan.
Kod zvezda veće mase, dominantan proces proizvodnje energije je CNO ciklus, koji je katalitički ciklus koji koristi jezgra ugljenika, azota i kiseonika kao posrednike i na kraju proizvodi jezgro helijuma kao kod proton-protonskog lanca. Tokom kompletnog CNO ciklusa, oslobađa se 25,0 MeV energije. Razlika u proizvodnji energije ovog ciklusa, u poređenju sa lančanom reakcijom proton-proton, objašnjava se energijom izgubljenom emisijom neutrina. CNO ciklus je veoma osetljiv na temperaturu, porast temperature od 10% bi proizveo 350% porast proizvodnje energije. Oko 90% generisanja energije CNO ciklusa se dešava unutar 15% mase zvezde, te je stoga snažno koncentrisano u jezgru. Ovo rezultira tako intenzivnim spoljnim energetskim fluksom da konvektivni prenos energije postaje važniji od prenosa zračenja. Kao rezultat, region jezgra postaje zona konvekcije, koja meša region fuzije vodonika i održava ga dobro izmešanim sa okolnim regionom bogatim protonima. Ova konvekcija jezgra se dešava u zvezdama gde CNO ciklus doprinosi više od 20% ukupne energije. Kako zvezda stari i temperatura jezgra raste, oblast koju zauzima zona konvekcije polako se smanjuje sa 20% mase do unutrašnjih 8% mase. Sunce proizvodi oko 1% svoje energije iz CNO ciklusa.‍:357
Tip procesa fuzije vodonika koji dominira u zvezdi je određen razlikama u zavisnosti od temperature između dve reakcije. Lančana reakcija proton-proton počinje na temperaturama oko 4×106 K, što je čini dominantnim mehanizmom fuzije u manjim zvezdama. Samoodržavajući CNO lanac zahteva višu temperaturu od približno 1,6×107 K, ali nakon toga raste brže u efikasnosti kako temperatura raste, nego što to čini reakcija proton-proton. Iznad približno 1,7×107 K, CNO ciklus postaje dominantan izvor energije. Ova temperatura se postiže u jezgru zvezda glavne sekvence sa najmanje 1,3 puta većom masom od Sunca. Samo Sunce ima temperaturu jezgra od oko 1,57×107 K.‍:5 Kako zvezda glavne sekvence stari, temperatura jezgra će rasti, što će rezultirati stalnim povećanjem doprinosa njenog CNO ciklusa.

### Fuzija helijuma
Zvezde glavne sekvence akumuliraju helijum u svojim jezgrima kao rezultat fuzije vodonika, ali jezgro ne postaje dovoljno vruće da započne fuziju helijuma. Fuzija helijuma prvo počinje kada zvezda napusti granu crvenog džina nakon što akumulira dovoljno helijuma u svom jezgru da ga zapali. U zvezdama oko mase Sunca, ovo počinje na vrhu grane crvenog džina sa bleskom helijuma iz degenerisanog helijumskog jezgra, a zvezda se pomera ka horizontalnoj grani gde sagoreva helijum u svom jezgru. Masivnije zvezde zapaljuju helijum u svom jezgru bez bljeska i izvode plavu petlju pre nego što stignu do asimptotske džinovske grane. Takva zvezda se u početku udaljava od AGB-a ka plavim bojama, a zatim se ponovo vraća na ono što se zove Hajaši staza. Važna posledica plavih petlji je da one dovode do klasičnih promenljivih Cefeida, od centralnog značaja za određivanje rastojanja u Mlečnom putu i do obližnjih galaksija.‍:250 Uprkos nazivu, zvezde na plavoj petlji grane crvenog džina obično nisu plave boje, već su prilično žuti divovi, verovatno promenljive Cefeide. One spajaju helijum sve dok jezgro ne bude uglavnom ugljenik i kiseonik. Najmasivnije zvezde postaju supergiganti kada napuste glavnu sekvencu i brzo započnu fuziju helijuma dok postaju crveni supergiganti. Nakon što se helijum iscrpi u jezgru zvezde, fuzija helijuma će se nastaviti u ljusci oko ugljenik-kiseoničkog jezgra.
U svim slučajevima, helijum se spaja sa ugljenikom preko trostrukog alfa procesa, odnosno tri jezgra helijuma se transformišu u ugljenik preko 8Be.‍:30 Ovo onda može da formira kiseonik, neon i teže elemente putem alfa procesa. Na ovaj način, alfa proces prvenstveno proizvodi elemente sa parnim brojem protona hvatanjem jezgara helijuma. Elementi sa neparnim brojem protona nastaju drugim putevima fuzije.‍:398

## Brzina reakcije
Gustina brzine reakcije između vrsta A i B, koje imaju brojevnu gustinu nA,B, data je kao: 
{\displaystyle r=n_{A}\,n_{B}\,k}
gde je k konstanta brzine reakcije svake pojedinačne elementarne binarne reakcije koja čini proces nuklearne fuzije:
{\displaystyle k=\langle \sigma (v)\,v\rangle }
ovde je, σ(v) poprečni presek pri relativnoj brzini v, a usrednjavanje se vrši po svim brzinama.
Poluklasično, poprečni presek je proporcionalan {\displaystyle \pi \,\lambda ^{2}}, gde je {\displaystyle \lambda =h/p} de Broljeva talasna dužina. Tako je poluklasično poprečni presek proporcionalan sa {\textstyle {\frac {m}{E}}}.
Međutim, pošto reakcija uključuje kvantno tunelisanje, postoji eksponencijalno prigušenje pri niskim energijama koje zavisi od Gamov faktora EG, dajući Arenijusovu jednačinu:
{\displaystyle \sigma (E)={\frac {S(E)}{E}}e^{-{\sqrt {\frac {E_{\text{G}}}{E}}}}}
gde S(E) zavisi od detalja nuklearne interakcije, i ima dimenziju energije pomnožene sa poprečnim presekom.
Zatim se integriše preko svih energija da bi se dobila ukupna brzina reakcije, koristeći Maksvel-Bolcmanovu raspodelu i relaciju:
{\displaystyle {\frac {r}{V}}=n_{A}n_{B}\int _{0}^{\infty }{\frac {S(E)}{E}}\,e^{-{\sqrt {\frac {E_{\text{G}}}{E}}}}2{\sqrt {\frac {E}{\pi (kT)^{3}}}}e^{-{\frac {E}{kT}}}\,{\sqrt {\frac {2E}{m_{\text{R}}}}}dE}
gde je {\displaystyle m_{\text{R}}={\frac {m_{1}m_{2}}{m_{1}+m_{2}}}} redukovana masa.
Pošto ova integracija ima eksponencijalno prigušenje pri visokim energijama oblika {\displaystyle \sim e^{-{\frac {E}{kT}}}} i pri niskim energijama od Gamovovog faktora, integral je skoro nestao svuda osim oko vrha, zvanog Gamov vrh,‍:185 na E0, gde:
{\displaystyle {\frac {\partial }{\partial E}}\left(-{\sqrt {\frac {E_{\text{G}}}{E}}}-{\frac {E}{kT}}\right)\,=\,0}
Stoga je:
{\displaystyle E_{0}=\left({\frac {1}{2}}kT{\sqrt {E_{\text{G}}}}\right)^{\frac {2}{3}}}
Eksponent se tada može aproksimirati oko E0 kao:
{\displaystyle e^{-{\frac {E}{kT}}-{\sqrt {\frac {E_{\text{G}}}{E}}}}\approx e^{-{\frac {3E_{0}}{kT}}}\exp \left(-{\frac {(E-E_{0})^{2}}{{\frac {4}{3}}E_{0}kT}}\right)}
A brzina reakcije je približna kao:
{\displaystyle {\frac {r}{V}}\approx n_{A}\,n_{B}\,{\frac {4{\sqrt {2}}}{\sqrt {3m_{\text{R}}}}}\,{\sqrt {E_{0}}}{\frac {S(E_{0})}{kT}}e^{-{\frac {3E_{0}}{kT}}}}
Vrednosti S(E0) su tipično 10−3 – 103 keV·b, ali su prigušene velikim faktorom kada se radi o beta raspadu, zbog relacije između poluživota srednjeg vezanog stanja (npr. diprotona) i beta raspadnog poluživota, kao u lančanoj reakciji proton-proton. Treba imati na umu da tipične temperature jezgra zvezda glavne sekvence daju kT reda keV.‍:ch. 3
Tako, ograničavajuća reakcija u CNO ciklusu, hvatanje protona sa 147N, ima S(E0) ~ S(0) = 3,5 keV·b, dok ograničavajuća reakcija u proton–proton chain reactionlančanoj reakciji proton–proton, stvaranja deuterijuma iz dva protona, ima mnogo manji S(E0) ~ S(0) = 4×10−22 keV·b. Uzgred, pošto prva reakcija ima mnogo veći Gamov faktor i zbog relativnog obilja elemenata u tipičnim zvezdama, dve brzine reakcije su jednake na vrednosti temperature koja je unutar opsega temperature jezgra zvezda glavne sekvence.

## Napomene
1. ↑  Fizičarka elementarnih čestica Andrea Pokar ističe: „Potvrda da CNO gori na našem suncu, gde učestvuje sa samo jedan procenat, jača naše pouzdanje da razumemo kako zvezde funkcionišu.”
2. ↑  „Ovaj rezultat stoga otvara put ka direktnom merenju solarne metalnosti korišćenjem CNO neutrina. Naši nalazi kvantifikuju da je relativni doprinos CNO fuzije na Suncu reda veličine 1 odsto.“—M. Agostini, et al.

## Literatura
- Bethe, H. A. (1939). „Energy Production in Stars”. Physical Review. 55 (1): 103. Bibcode:1939PhRv...55..103B. doi:10.1103/PhysRev.55.103.
- Bethe, H. A. (1939). „Energy Production in Stars”. Physical Review. 55 (5): 434—456. Bibcode:1939PhRv...55..434B. doi:10.1103/PhysRev.55.434.
- Hoyle, F. (1954). „On Nuclear Reactions occurring in very hot stars: Synthesis of elements from carbon to nickel”. Astrophysical Journal Supplement. 1: 121—146. Bibcode:1954ApJS....1..121H. doi:10.1086/190005.
- Clayton, Donald D. (1968). Principles of Stellar Evolution and Nucleosynthesis. New York: McGraw-Hill.
- Ray, A. (2004). „Stars as thermonuclear reactors: Their fuels and ashes”. arXiv:astro-ph/0405568 .
- G. Wallerstein; I. Iben Jr.; P. Parker; A.M. Boesgaard; G.M. Hale; A. E. Champagne;  . (1997). „Synthesis of the elements in stars: forty years of progress” (PDF). Reviews of Modern Physics. 69 (4): 995—1084. Bibcode:1997RvMP...69..995W. doi:10.1103/RevModPhys.69.995. Архивирано из оригинала (PDF) 26. 3. 2009. г. Приступљено 4. 8. 2006.
- Woosley, S. E.; A. Heger; T. A. Weaver (2002). „The evolution and explosion of massive stars”. Reviews of Modern Physics. 74 (4): 1015—1071. Bibcode:2002RvMP...74.1015W. doi:10.1103/RevModPhys.74.1015.
- Clayton, Donald D. (2003). Handbook of Isotopes in the Cosmos. Cambridge: Cambridge University Press. ISBN 978-0-521-82381-4.